# Risco Caído
Risco Caído là khu vực đất đai và địa điểm khảo cổ trên đảo Gran Canaria, Tây Ban Nha. Tại đây chứa các ngôi nhà trong hang động có từ thời tiền sử, đền thờ, kho thóc được cho là của văn hóa tiền Tây Ban Nha trên Quần đảo Canaria. Đây cũng được coi là một đài thiên văn của những người thổ dân bản địa. Tháng 7 năm 2019, Risco Caído được UNESCO công nhận là Di sản thế giới. Đây là Di sản thế giới đầu tiên nằm trên đảo Gran Canaria và tỉnh Las Palmas, đồng thời là di sản thứ năm của Quần đảo Canaria.